# Corpus Christi, Texas
Corpus Christi este un oraș de coastă din regiunea Texasul de Sud (South Texas a statului  Texas din  Statele Unite ale Americii. Numele său provine de la sărbătoarea romano-catolică Corpus Christi, introdusă în anul 1264 și care are loc anual în prima joi de după duminica Sfintei Treimi, adică la 60 de zile după Paști.
Sediul comitatului Nueces,GR6 orașul se extinde de asemenea în comitatele Aransas, Kleberg și San Patricio.  Populația zonei metropolitane statistice (MSA) a fost de 416.376   de locuitori în anul 2008. Conform recensământului din anul 2000, populația orașului era de 277.454, iar la o estimare din 2006 a aceluiași United States Census Bureau, populația ar fi fost 285.175, făcând din Corpus Christi al optulea cel mai populat oraș din statul Texas.